# Объединённые левые (Испания)
«Объединённые левые» (исп. Izquierda Unida, IU) — испанская лево-зелёная коалиция, основанная в 1986 году вокруг Коммунистической партии Испании с целью консолидации левых (а также части правых, выступавших против членства Испании в НАТО) сил перед парламентскими выборами, с 1992 года преобразована в федерацию партий и общественно-политических организаций. Инициаторами создания блока выступили Генеральный секретарь ЦК КПИ Херардо Иглесиас и Генеральный секретарь ЦК Коммунистической партии народов Испании Игнасио Гальего. Коалиция ставит своей политической задачей «социальную трансформацию в демократическую социалистическую систему, основанную на принципах справедливости, равенства и солидарности, построение светского федеративного государства с республиканским строем».
В 2019—2023 годах — младший партнёр партии «Подемос» в коалиции «Вместе мы можем», впоследствии вместе с ней вошла в коалицию «Sumar» Йоланды Диас. Фактически IU уже не являются ни коалицией, ни федерацией самостоятельных политических партий и движений, «растворившись» в более широких блоках.
Была представлена во втором кабинете Педро Санчеса (ИСРП, 2019—2023).
Входит в состав партии «Европейские левые».

## Координаторы
Коалицию возглавляет координатор (исп. Coordinador federal), отвечающий за согласование общей политической линии членов блока. В разное время этот пост занимали:
| Портрет | Координатор коалиции | Партия | Партия                          | Срок пребывания в должности                 |
| ------- | -------------------- | ------ | ------------------------------- | ------------------------------------------- |
|         | Херардо Иглесиас     |        | Коммунистическая партия Испании | 29 апреля 1986 года — 1 ноября 1989 года    |
|         | Хулио Ангита         |        | Коммунистическая партия Испании | 1 ноября 1989 года — 29 октября 2000 года   |
|         | Гаспар Льямасарес    |        | Коммунистическая партия Испании | 29 октября 2000 года — 14 декабря 2008 года |
|         | Кайо Лара            |        | Коммунистическая партия Испании | 14 декабря 2008 года — 4 июня 2016 года     |
|         | Альберто Гарсон      |        | Коммунистическая партия Испании | С 4 июня 2016 года                          |

## Состав
| Партия | Идеология                                                                                            | Примечание |
| --- | --- | --- |
| Коммунистическая партия Испании (исп. Partido Comunista de España)                                        | Еврокоммунизм, социализм XXI века, антифашизм                                                        | |
| Объединённая социалистическая партия Каталонии (кат. Partit Socialista Unificat de Catalunya)             | Коммунизм, марксизм-ленинизм, каталанизм, антифашизм, республиканизм, еврокоммунизм (с 1970-х годов) | Вышла из коалиции в 1997 году в связи с ликвидацией партии. |
| Объединённая социалистическая партия Каталонии (живая) (кат. Partit Socialista Unificat de Catalunya Viu) | Социализм, еврокоммунизм, каталанизм, антифашизм, республиканизм                                     | С 1997 года заменила самораспустившуюся Объединённую социалистическую партию Каталонии.                                                                        |
| Союз коммунистической молодёжи Испании (исп. Unión de Juventudes Comunistas de España)                    | Еврокоммунизм, социализм XXI века, антифашизм                                                        | С 1992 года, согласно решениям III съезда коалиции, СКМИ получил статус самостоятельного от КПИ члена блока.                                                   |
| Марксистская организация Аврора (исп. La Aurora. Organización Marxista)                                   | Троцкизм                                                                                             | |
| Экосоциалисты Мурсии (исп. Ecosocialistas de la Región de Murcia)                                         | Экосоциализм                                                                                         | |
| Железная инициатива (исп. Iniciativa por El Hierro)                                                       | | |
| Широкий фронт Мадрида (исп. Frente Amplio de Madrid)                                                      | | |
| Республиканские левые (исп. Izquierda Republicana)                                                        | Социал-демократия, реформизм, республиканизм, федерализм                                             | В 1986—2002 годах и с 2010 года. |
| Унитарная рабочая кандидатура (исп. Candidatura Unitaria de Trabajadores)                                 | Социализм, синдикализм, андалузский национализм                                                      | Вышла из коалиции в 2016 году, однако впоследствии вошла в коалицию «Унидас Подемос», сохранив тем самым союз с «Объединёнными левыми».                        |
| Партия социалистического действия (исп. Partido de Acción Socialista)                                     | Социалистическое самоуправление, федерализм, республиканизм                                          | Вышла из коалиции в 2001 году, но часть членов осталась в индивидуальном порядке.                                                                              |
| Коммунистическая партия народов Испании (исп. Partido Comunista de los Pueblos de España)                 | Коммунизм, марксизм-ленинизм, антифашизм, федерализм                                                 | После того, как в 1989 году большинство членов партии приняло решение об объединении КПНИ с КПИ, несогласное с этим меньшинство объявило о выходе из коалиции. |
| Федерация прогрессистов (исп. Federación Progresista)                                                     | Экосоциализм                                                                                         | Вышла из коалиции в 1987 году в связи с ликвидацией партии. |
| Карлистская партия (исп. Partido Carlista)                                                                | Карлизм, социалистическое самоуправление, монархизм, федерализм                                      | Вышла из коалиции в 1987 году. |
| Гуманистическая партия (исп. Partido Humanista)                                                           | Гуманизм, социал-либерализм                                                                          | Исключена из коалиции в июне 1986 года за поддержку секты La Comunidad.                                                                                        |

## Электоральные результаты
| Выборы      | Лидер             | Голосов   | %     | Мест      | +/- | Место | Отношение к власти |
| ----------- | ----------------- | --------- | ----- | --------- | --- | ----- | ------------------ |
| 1986        | Херардо Иглесиас  | 935 504   | 4,63  | 7 из 350  | ▲7  | 5-e   | Оппозиция          |
| 1989        | Хулио Ангита      | 1 858 588 | 9,07  | 17 из 350 | ▲10 | ▲3-е  | Оппозиция          |
| 1993        | Хулио Ангита      | 2 253 722 | 9,55  | 18 из 350 | ▲1  | ▬3-е  | Оппозиция          |
| 1996        | Хулио Ангита      | 2 639 774 | 10,54 | 21 из 350 | ▲3  | ▬3-е  | Оппозиция          |
| 2000        | Франсиско Фрутос  | 1 263 043 | 5,45  | 8 из 350  | ▼13 | ▬3-е  | Оппозиция          |
| 2004        | Гаспар Льямасарес | 1 284 081 | 4,96  | 5 из 350  | ▼3  | ▬3-е  | Оппозиция          |
| 2008        | Гаспар Льямасарес | 969 946   | 3,77  | 2 из 350  | ▼3  | ▬3-е  | Оппозиция          |
| 2011        | Кайо Лара         | 1 680 810 | 6,92  | 11 из 350 | ▲9  | ▬3-е  | Оппозиция          |
| 2015        | Альберто Гарсон   | 926 783   | 3,67  | 5 из 350  | ▼6  | ▼6-е  | Оппозиция          |
| 2016        | Альберто Гарсон   | 3 227 123 | 13,42 | 8 из 350  | ▲3  | ▲3-е  | Оппозиция          |
| Апрель 2019 | Альберто Гарсон   | 2 897 419 | 11,06 | 6 из 350  | ▼2  | ▼4-е  | Оппозиция          |
| Ноябрь 2019 | Альберто Гарсон   | 2 381 960 | 9,82  | 5 из 350  | ▼1  | ▬4-е  | В коалиции         |
| 2023        | Альберто Гарсон   | 3 014 006 | 12,31 | 5 из 350  | ▬   | ▬4-е  |                    |